# Charles de Maistre
 (janvier 2013).
Si vous disposez d'ouvrages ou d'articles de référence ou si vous connaissez des sites web de qualité traitant du thème abordé ici, merci de compléter l'article en donnant les références utiles à sa vérifiabilité et en les liant à la section « Notes et références ».
Pour les articles homonymes, voir Maistre et Famille de Maistre (Savoie).
Charles de Maistre, né le 21 mars 1832, mort en 4 août 1897 à Lourdes, petit-fils aîné de Joseph de Maistre, châtelain de Beaumesnil (Eure) est une personnalité de l'Eure très dévouée à la cause du catholicisme social et aux œuvres charitables.

## Biographie

### Château de Beaumesnil
Il hérite du château de la commune de Beaumesnil, dans l'Eure, de son père Rodolphe de Maistre (1789-1866), qui en a hérité d'Eugène-Alexandre de Montmorency-Laval, 4e duc de Laval, son beau-frère.

### L'historien
Charles de Maistre a fait des recherches sur les différents propriétaires du château de Beaumesnil et sur les Laval-Montmorency- famille du beau-frère  de Rodolphe de Maistre (1789-1866) ; ses écrits seront donnés à la fondation Furstenberg par un des fils de Gonzague de Maistre, le comte Emmanuel.
Il publie en 1870 un recueil d'œuvres inédites du comte Joseph de Maistre (mélanges), dont notamment un « Examen d'un écrit de J.-J. Rousseau sur l'inégalité des conditions parmi les hommes ». 
Il est élu le 13 mai 1875 à l'académie des sciences, belles-lettres et arts de Savoie, avec le titre académique d'Agrégé.

### Le catholique
Royaliste et Ultramontain il se soumet sans réserves aux décisions de Léon XIII ; et adhère, dans les années 1890, au Ralliement.
Il s'implique dans de nombreuses éducatives ou sociales : il est fondateur de La Croix de l'Eure journal destiné aux ouvriers, dirigé par le chrétien social Joseph L'Hopital. Charles de Maistre est aussi fondateur d'écoles pour ouvriers, membre du comité des Cercles catholiques pour ouvriers et il est Hospitalier de Notre-Dame de Lourdes.
Il est fondateur avec Georges L'Hopital, Alfred de Jancigny du Collège Saint François de Sales d'Évreux.
En lien avec Don Bosco, il finance ses oeuvres et entretient avec lui une correspondance en italien.
Il est président :
- du conseil d'administration du Collège Saint-François-de-Sales à Evreux
- du comité de l'école des frères d'Evreux
- de la société de secours aux blessés militaires (Croix-Rouge)
- du conseil d'administration de la Société civile qui possède la salle du Comité catholique d'Alfred de Jancigny
- de la Société de Saint-Vincent-de-Paul
- de la Société Saint François-Régis qui a pour but de faciliter le mariage des pauvres, de régulariser les unions illégitimes, de chercher gratuitement les pièces complexes, demandées à l'époque, par le Code civil pour les mariages

### Écrit
- Œuvres inédites du comte Joseph de Maistre (Mélanges), publiées par le comte Charles de Maistre, 1870, Paris, Vaton frères, 551 pages, lire en ligne.

### Mariage et descendance
Charles de Maistre épouse le 16 juillet 1855 Françoise Asselin de Villequier (29 juin 1832 - 22 décembre 1912), fille d'Alfred François Asselin de Villequier et d'Octavie Cardon de Montigny. Elle était la petite-fille de Marie Jacques François Alexandre Asselin de Villequier, président de la Cour de Rouen, député, et la nièce de Jules Cardon de Montigny, magistrat, député de l'Eure. Dont :
- Marie de Maistre (13 juin 1856 - 1921), mariée en 1875 avec Joseph du Bourg, officier, proche du légitimisme (1842-1936) ;
- Elisabeth de Maistre, religieuse du Sacré-Cœur (8 novembre 1857 - 12 janvier 1892) ;
- Thérèse de Maistre, aussi religieuse du Sacré-Cœur (27 septembre 1859 - 19 novembre 1926) ;
- Joseph de Maistre, père jésuite au collège Saint-François-de-Sales d'Evreux, puis fondateur de l'association Le Repos à Beaumesnil (Eure) (21 juin 1861 - juin 1931) ;

- Le comte Rodolphe de Maistre, officier de cavalerie, officier de la Légion d'honneur (15 juillet 1863 - 4 février 1934), marié en 1887 avec Marie Rosset de Létourville (1867-1950). Il hérite du château de Beaumesnil et le cédera à son frère Gonzague (1873-1936) après la première guerre mondiale. Il est notamment le père d'Henri de Maistre le peintre et de François-Xavier, membre des réseaux Buckmaster à Lisieux, fusillé par les Allemands au stand du Madrillet près de Rouen le 13 novembre 1943[3].
- Dominique de Maistre, chanoine de la cathédrale Notre-Dame d'Evreux (17 juin 1866 - 1944) ;
- Catherine de Maistre (12 mars 1868 - ), mariée en 1888 avec Francis d'Autemare d'Ervillé
- Raphaël de Maistre (1869-1944), chanoine de la cathédrale Notre-Dame d'Évreux, directeur, professeur durant presque cinquante ans au collège Saint-François-de-Sales d'Évreux (1869-1944) ;
- Xavérine de Maistre (21 octobre 1871 - )
- Gonzague de Maistre (17 novembre 1873 - 28 janvier 1926), hérite le château de Beaumesnil, après la première guerre mondiale, le sauve d'une ruine complète et le fait restaurer par Henri Jacquelin,  avant de le vendre en 1927 au grand-duc de Russie Dimitri Pavlovitch Romanov. Marié en 1898 avec Henriette Costentin de Tourville[4].

### Distinctions
- Commandeur de l'ordre de Saint-Grégoire-le-Grand